# Siebensteinkopf
Der Siebensteinkopf ist ein 1263 m ü. NHN hoher Berg am südöstlichen Rand des Nationalparks Bayerischer Wald an der Grenze zu Tschechien. Im Norden liegt der schon in Tschechien gelegene Stráž (1308 m n.m.).
Nicht weit entfernt bietet der Grenzübergang Finsterau/Bučina das ganze Jahr über für Wanderer, Radfahrer und Langläufer die Möglichkeit in den Böhmerwald zu gelangen, wobei man hier den Personalausweis mitführen muss.
Am Gipfel befindet sich ein hölzernes Gipfelkreuz mit bescheidenem Ausblick, etwas unterhalb liegen verstreut sieben Felsen, die dem Berg seinen Namen gaben. Zum Siebensteinkopf führen einige Wanderwege, die alle in Finsterau beginnen und beispielsweise über die Reschbachklause (kleiner See) oder über die Teufelsklause zum Gipfel führen.